# 教育評価
教育評価（きょういくひょうか、英: Educational evaluation）は、教育にかかわる評価のことである。

## 概要
教育評価は、教育に関する諸活動を改善するために行われるものであり、さまざまな立場から、さまざまな局面において行われる。
教育評価には、さまざまな種類がある。教育評価の例として、しばしば思い浮かべられるものに児童・生徒・学生などの成績評価があるが、教育評価には、そのほかに児童・生徒・学生などによる授業評価や、教師による自らの授業評価や教師相互の授業評価、さらに大学などの学校評価などもある。
学校評価としての教育評価は、大学のランキングや格付けと同一視されることもある。また、現代の日本において大学は、自ら点検および評価を行ってその結果を公表するものとされており（学校教育法第109条）、このような自己評価・自己点検に関する活動も教育評価が関係する活動であると考えられる。

## 評価方法の種類

### 成績評価の尺度によるタイプ
- 相対評価 - 他の生徒の成績と比較した評価。
- 絶対評価 - 本人の成績だけについての評価。
  - 到達度評価 - 到達して欲しい学習項目のリストが公開されていて、それを達成したかどうかという評価。
  - 認定評価 - 本人の出来が教師の納得のいくレベルに到達したと認定されるかどうかという評価。
- 個人内評価（進歩の評価）- 本人のこれまでの出来に対して進歩があったかどうかという評価。

### 評点のつけ方によるタイプ
- n段階評価 - 相対評価による場合は例えば正規分布曲線を軸にクラスの中での成績の位置により、絶対評価による場合は課題の達成率により、いくつかの段階に割り振る評価。3段階、5段階、10段階など、段階の設定は様々である。5段階評価を例に取ると、日本では多くの場合、最もよい評価が5、もっとも悪い評価が1となる。欧米ではしばしばこれが逆になる。
- 観点別評価 - 理解度や実験、実習への態度、表現力、関心度などによりそのあるなしで評価する。

### 評価の機能によるタイプ
ベンジャミン・ブルーム（en）は教育評価をその評価の機能によって3つに分類した。
- 診断的評価 - 学習指導を行う前に実施し、指導を行う前の時点での学習者の学力やレディネスを評価する。教師はこの情報を元に指導の計画を立てる。
- 形成的評価 - 学習指導の途中において実施し、それまでの指導内容を学習者がどの程度理解したかを評価する。教師はこの情報を元に指導の計画を変更したり、理解の足りない部分について、あるいは理解の足りない学習者に対して補充的な指導を行う。
- 総括的評価 - 学習指導の終了後に行い、学習者が最終的にどの程度の学力を身に付けたかを評価する。成績をつけるのに使用するほか、教師が自らの指導を省みる材料としても用いることができる。